# Fedor Encke

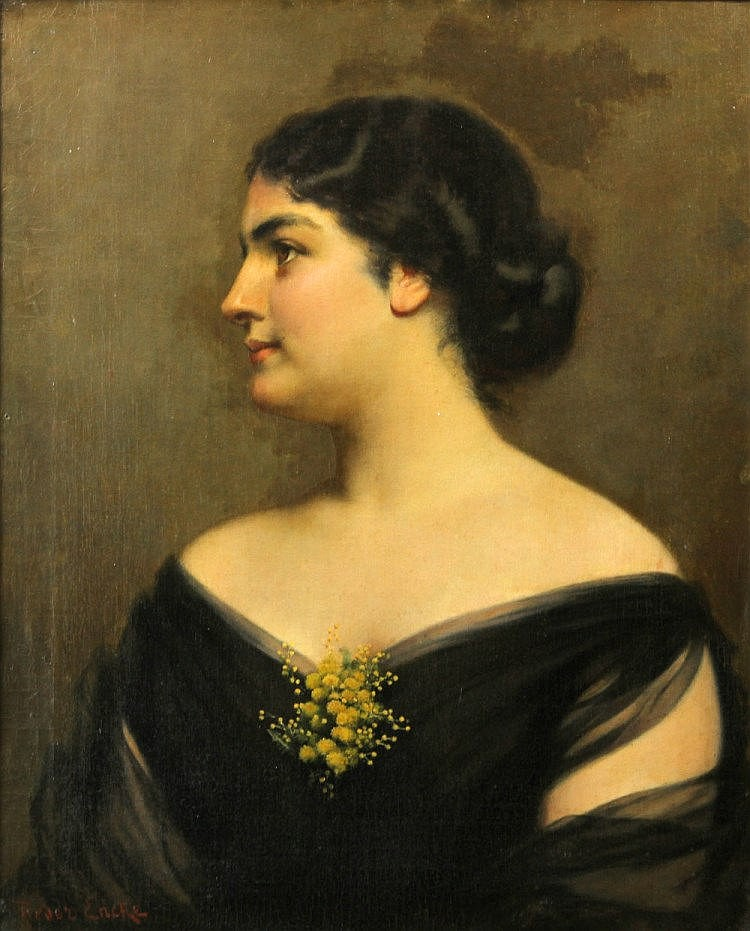
Porträt einer jungen Dame
in schwarzem Kleid

Fedor Encke (* 13. November 1851 in Berlin; † 9. November 1926 in Bad Sachsa) war ein deutscher Porträt- und Genremaler.

## Leben
Fedor Encke war der Sohn des Berliner Kaufmannes Carl Friedrich Ferdinand Encke. Die Behauptung, er sei ein Nachfahre aus der Verbindung der Gräfin Lichtenau mit Friedrich Wilhelm II., ist falsch. Fedor Encke war Bruder des Bildhauers Erdmann Encke (1848–1896) und Onkel des Bildhauers Eberhard Encke (1881–1936). 
Fedor Encke studierte ab 1869 an der Preußischen Akademie der Künste Berlin bei Karl Gussow und ab 1872 an der Großherzoglich-Sächsischen Kunstschule Weimar bei Theodor Hagen. Danach studierte er in Rom sowie von 1879 bis 1883 in Paris, zeitweise bei Mihály von Munkácsy.
Encke errichtete in den 1880er Jahren sein Atelier in Berlin. Daneben reiste er mehrmals nach Frankreich und den Vereinigten Staaten, um viele französische und amerikanische Prominente zu porträtieren, darunter auch den Präsidenten Theodore Roosevelt.
Während des Aufenthaltes in Paris 1902 porträtierte Encke die Bankiers John H. Harjes und John Pierpont Morgan. Beim Porträt Morgans nutzte Encke ein Lichtbild des Fotografen Edward Steichen.
Ein 1909 datiertes Porträt des Bildhauers Wilhelm Wandschneider befindet sich im Burgmuseum Plau am See.